# 小行星5401
小行星5401（英語：5401 Minamioda）是一颗围绕太阳公转的小行星。1989年3月6日，T. Nomura、K. Kawanishi在Minami-Oda发现了此天体。
这颗小行星的绝对星等为13.43030467065005等。